# Romelfing
Romelfing är en kommun i departementet Moselle i regionen Grand Est (tidigare regionen Lorraine) i nordöstra Frankrike. Kommunen ligger i kantonen Fénétrange som tillhör arrondissementet Sarrebourg. År 2022 hade Romelfing 334 invånare.

## Befolkningsutveckling
Antalet invånare i kommunen Romelfing
| Referens: INSEE |